# Imprimatura
V slikarstvu je imprimatura začetni barvni madež, naslikan na podlagi. Slikarju zagotavlja prozorno, tonirano podlago, ki bo omogočila, da se svetloba, ki pada na sliko, odbije skozi barvne plasti. Sam izraz izhaja iz italijanščine in dobesedno pomeni »prvi barvni sloj«. Njegovo uporabo kot podslikovno plast lahko datiramo nazaj v cehe in delavnice v srednjem veku; vendar so ga slikarji v renesansi začeli standardno uporabljati, zlasti v Italiji.
Imprimatura ne zagotavlja le celotne tonske optične enotnosti v sliki, ampak je uporabna tudi v začetnih fazah dela, saj slikarju pomaga vzpostaviti vrednostna razmerja od temnega do svetlega. Najbolj uporabna je pri klasičnem pristopu indirektnega slikanja, kjer se risba in podslika vnaprej vzpostavita in pustita, da se posušita. Zaporedne plasti barve se nato nanesejo v prozorni glazuri ali polprosojnih slojih.
Paziti je treba, da imprimature ne prekrijemo v celoti, da se vidi skozi končne barvne plasti; to je učinkovito zlasti v srednjih do temno senčnih delih dela.
Imprimatura je običajno narejena z zemeljskim pigmentom, kot je surova siena, in je pogosto razredčena s terpentinom.
Izraza imprimatura ne smemo zamenjevati z imprimaturom, izrazom, ki se uporablja v urednikovanju.